# South Chailey
South Chailey – wieś w Anglii, w hrabstwie East Sussex. Leży 7,5 km od miasta Lewes i 64,3 km od Londynu. W 2015 miejscowość liczyła 1042 mieszkańców.